# Seeschlacht von Ostia

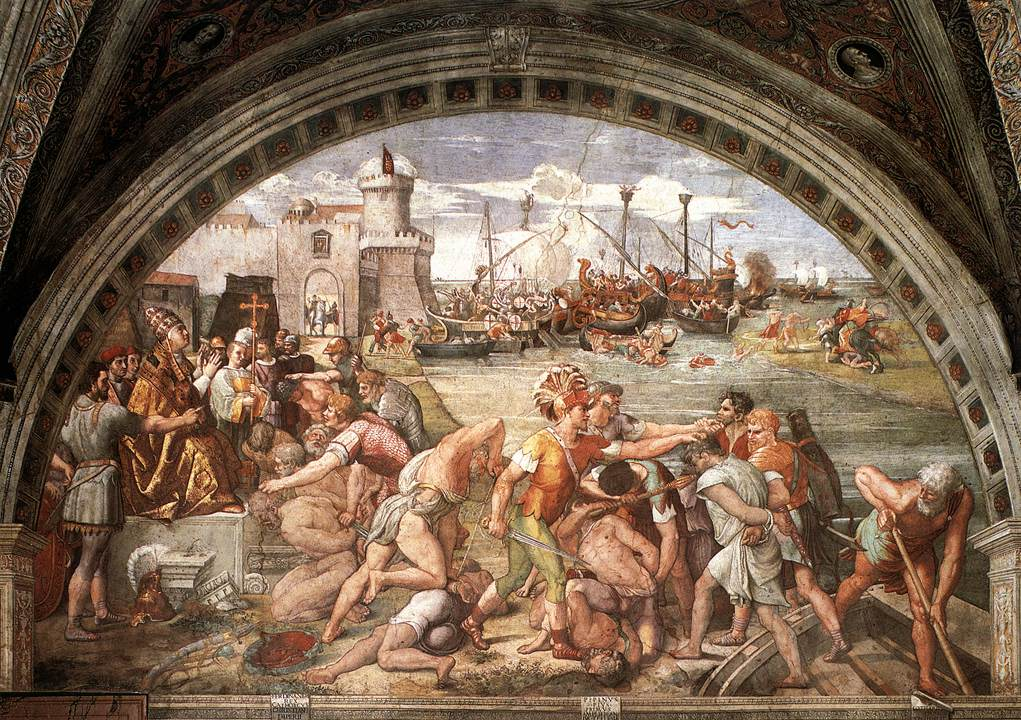
Die Schlacht von Ostia, Fresco in den Stanzen des Raffael

Die Seeschlacht von Ostia fand 849 zwischen den Flotten der moslemischen Invasoren in Süditalien und der christlichen Liga des Papstes, des Herzogs von Neapel, der Städte Amalfi und Gaeta statt.

## Vorgeschichte
Im Jahr 846 hatte eine Flotte arabischer Schiffe von Kampanien kommend ein Heer von Arabern nach Ostia gebracht. Diese Sarazenen plünderten die Kirchenschätze der Vorgängerbasilika des Petersdoms, von Sankt Paul vor den Mauern und Sankt Laurentius vor den Mauern, welche alle vor den römischen Stadtmauern (Aurelianische Mauer) lagen. Dieser erste Angriff auf die Heilige Stadt seit dem fünften Jahrhundert hatte ganz Europa erschreckt. Eine karolingische Sondersteuer finanzierte in der Folge den Bau einer neuen Stadtmauer, der Leoninischen Mauer.

## Schlacht
849 erreichte Rom die Nachricht, dass eine Flotte arabischer Schiffe vor Sardinien liege. Eine christliche Flotte unter dem Kommando von Caesar von Neapel, Sohn von Sergius I., versammelte sich im Hafen der neubefestigten Stadt Ostia, wo sie von Papst Leo IV. unmittelbar vor ihrer Abfahrt gesegnet wurde.
Die Schlacht begann mit dem Angriff der neapolitanischen Galeeren. Während des Seegefechts zog ein Sturm auf und beendete die Kampfhandlungen. Die christliche Flotte konnte sich rechtzeitig in den Hafen zurückziehen, die arabische Flotte wurde hingegen auseinandergerissen und viele der Schiffe strandeten oder sanken. Als der Sturm sich verzogen hatte, war es für die christlichen Schiffe ein leichtes, den Rest der feindlichen Flotte zu zerstören.

## Folgen
Die nach der Schlacht gemachten Gefangenen wurden unter anderem als Zwangsarbeiter für den Bau der Leoninischen Mauer (lat.: Civitas Leonina), die den Vatikanischen Hügel schützen sollte, verwendet.
Die Schlacht half den christlichen Staaten Mittel- und Süditaliens, sich gegen die arabische Gefahr zu vereinen, was später zu deren Vertreibung beitrug.